# Kasachische Eishockeymeisterschaft
Die Kasachische Eishockeymeisterschaft (russisch Чемпионат Казахстана по Хоккею) wird seit der Unabhängigkeit Kasachstans von der Sowjetunion zwischen den Eishockeyvereinen Kasachstans ausgespielt. Die erste Austragung fand in der Saison 1992/93 statt. Der Rekordmeister ist Kaszink-Torpedo Ust-Kamenogorsk mit insgesamt 13 Titelgewinnen.

## Geschichte
Bis zur Auflösung der Sowjetunion im Dezember 1991 spielten die Eishockeyklubs der Kasachischen SSR in der sowjetischen Wysschaja Liga und Perwaja Liga. Letztmals nahmen die kasachischen Teams in der Saison 1991/92 am Spielbetrieb in der Sowjetunion teil. Das Aushängeschild der Kasachischen SSR war zu dieser Zeit Torpedo Ust-Kamenogorsk, der im oberen Mittelfeld der Liga Anschluss zu den Top-Klubs aus Moskau zu halten versuchte.
Mit der Auflösung der Sowjetunion, der Unabhängigkeitserklärung Kasachstans und dem Zusammenschluss zur Gemeinschaft Unabhängiger Staaten (GUS) wurde auch die Wysschaja Liga als höchste Eishockeyspielklasse abgesetzt. An ihre Stelle trat zur Spielzeit 1992/93 für die folgenden vier Jahre die Internationale Hockey-Liga. Zur selben Zeit entschied sich auch der Kasachische Eishockeyverband, eine eigene Meisterschaft zu gründen und die Kasachische Eishockeymeisterschaft wurde zur Saison 1992/93 erstmals ausgetragen. Um jedoch wettbewerbsfähig zu bleiben, meldeten Torpedo Ust-Kamenogorsk und Awtomobilist Karaganda (später als Stroitel Karaganda und Bulat Karaganda) parallel zur Kasachischen Meisterschaft weiterhin für die Internationale Hockey-Liga. Nachdem die Internationale Hockey-Liga im Sommer 1996 aufgelöst und durch die russische Superliga ersetzt worden war, war es den kasachischen Mannschaften nicht mehr möglich, in der höchsten russischen Spielklasse vertreten zu sein. Torpedo Ust-Kamenogorsk spielte im Verlauf der Saison 1995/96 daher parallel in der zweitklassigen russischen Wysschaja Liga. Trotz eines zweiten Ranges in der Hauptrunde war die Mannschaft nicht berechtigt, an der Relegationsrunde zur Superliga teilzunehmen. Andere kasachische Teams waren bereits in den Vorjahren in der drittklassigen Perwaja Liga aufgelaufen.
Die Kasachische Meisterschaft entwickelte sich in den ersten Jahren nur schwerfällig. Pro Saison meldeten vier bis fünf Mannschaften für den Wettbewerb, allerdings teilweise mit bis zu vier Mannschaften – hin bis zu den U17-Junioren – des Top-Klubs Torpedo Ust-Kamenogorsk. Dieser konnte sich in den ersten sechs Jahren jeweils souverän die Meisterschaft sichern. In der Saison 1998/99 durchbrach der HK Bulat Temirtau die Siegesserie Ust-Kamenogorsks und sicherte sich erstmals den Meistertitel. Der Rekordmeister hatte allerdings auch keine Mannschaft für den diesjährigen Wettbewerb gemeldet. In den folgenden sechs Jahren gewann Torpedo Ust-Kamenogorsk (ab 2001 als Kaszink-Torpedo Ust-Kamenogorsk) wieder unangefochten den Titel und die durchschnittliche Teilnehmeranzahl stieg auf sieben bis acht Mannschaften. Der Rekord bis dahin konnte in der Saison 1999/2000 verzeichnet werden, als neun Teams meldeten.
Mit der Saison 2005/06 begann die Dominanz von Kaszink-Torpedo Ust-Kamenogorsk langsam zu schwinden. Kasachmys Karaganda errang im direkten Duell mit dem Serienmeister seine erste nationale Meisterschaft. Kaszink-Torpedo gewann im Spieljahr 2006/07 seinen letzten Titel.
In dieser Zeit wanderten immer mehr kasachische Teams in die russischen Ligen ab, um dort dauerhaft auf hohem Niveau zu spielen. Zur Saison 2007/08 entschied der kasachische Verband daher und weil mit zehn Mannschaften ein neuer Teilnehmerrekord aufgestellt wurde, die Liga in eine Vor- und Finalrunde aufzuteilen. Neben dem späteren KHL-Teilnehmer Barys Astana und Kaszink-Torpedo Ust-Kamenogorsk waren im Jahr 2007/08 der HK Kasachmys Satpajew und in der Saison 2008/09 der HK Saryarka Karaganda für die Finalrunde gesetzt. Den Meistertitel sicherte sich jeweils Barys Astana, der durch seine Teilnahme an der Kontinentalen Hockey-Liga zum neuen Aushängeschild des kasachischen Eishockeys avancierte.
Vor der Spielzeit 2009/10 zogen sich fünf der sechs in den russischen Ligen tätigen Teams aus dem Spielbetrieb zurück. Der kasachische Verband, der bis dahin die Reisekosten der Teams zu russischen Gegnern gezahlt hatte, hatte im Januar 2009 angekündigt, dass eine eigene Liga mit einem Spielbetrieb über die gesamte Saison ins Leben gerufen werde. An deren Spielbetrieb nahmen alle Mannschaften mit Ausnahme von Barys Astana und Kaszink-Torpedo Ust-Kamenogorsk, die in der Kontinentalen Hockey-Liga bzw. der Wysschaja Liga verblieben, teil. Den Titel errang erstmals der HK Saryarka Karaganda, der sich sowohl in der Hauptrunde als auch den Playoffs durchsetzte. In der folgenden Spielzeit konnte sich der Vorjahresfinalist HK Beibarys Atyrau durchsetzen und gewann ebenfalls zum ersten Mal den kasachischen Meistertitel.

## Bisherige Meister
| Saison  | Teilnehmer | Meister                         | Vizemeister                     |
| ------- | ---------- | ------------------------------- | ------------------------------- |
| 1992/93 | 4          | Torpedo Ust-Kamenogorsk         | Awtomobilist Karaganda          |
| 1993/94 | 5          | Torpedo Ust-Kamenogorsk         | HK Bulat Temirtau               |
| 1994/95 | 4          | Torpedo Ust-Kamenogorsk         | HK Bulat Temirtau               |
| 1995/96 | 4          | Torpedo Ust-Kamenogorsk         | Stroitel Karaganda              |
| 1996/97 | 5          | Torpedo Ust-Kamenogorsk         | Torpedo Ust-Kamenogorsk II      |
| 1997/98 | 4          | Torpedo Ust-Kamenogorsk         | HK Bulat Temirtau               |
| 1998/99 | 4          | HK Bulat Temirtau               | Awtomobilist Karaganda          |
| 1999/00 | 9          | Torpedo Ust-Kamenogorsk         | Barys Astana                    |
| 2000/01 | 7          | Torpedo Ust-Kamenogorsk         | Barys Astana                    |
| 2001/02 | 8          | Kaszink-Torpedo Ust-Kamenogorsk | Barys Astana                    |
| 2002/03 | 7          | Kaszink-Torpedo Ust-Kamenogorsk | Kasachmys Karaganda             |
| 2003/04 | 7          | Kaszink-Torpedo Ust-Kamenogorsk | Gornjak Rudny                   |
| 2004/05 | 8          | Kaszink-Torpedo Ust-Kamenogorsk | Kasachmys Karaganda             |
| 2005/06 | 6          | Kasachmys Karaganda             | Kaszink-Torpedo Ust-Kamenogorsk |
| 2006/07 | 7          | Kaszink-Torpedo Ust-Kamenogorsk | HK Kasachmys Satpajew           |
| 2007/08 | 10         | Barys Astana                    | Gornjak Rudny                   |
| 2008/09 | 8          | Barys Astana                    | Kaszink-Torpedo Ust-Kamenogorsk |
| 2009/10 | 8          | HK Saryarka Karaganda           | HK Beibarys Atyrau              |
| 2010/11 | 10         | HK Beibarys Atyrau              | Barys Astana II                 |
| 2011/12 | 10         | HK Beibarys Atyrau              | HK Ertis Pawlodar               |
| 2012/13 | 10         | HK Ertis Pawlodar               | HK Beibarys Atyrau              |
| 2013/14 | 10         | HK Ertis Pawlodar               | HK Arlan Kökschetau             |
| 2014/15 | 10         | HK Ertis Pawlodar               | HK Arlan Kökschetau             |
| 2015/16 | 10         | HK Beibarys Atyrau              | HK Arlan Kökschetau             |
| 2016/17 | 10         | Nomad Astana                    | HK Arystan Temirtau             |
| 2017/18 | 10         | HK Arlan Kökschetau             | Nomad Astana                    |
| 2018/19 | 10         | HK Beibarys Atyrau              | Nomad Astana                    |
| 2019/20 | 11         | –                               | –                               |
| 2020/21 | 13         | HK Saryarka Karaganda           | HK Arlan Kökschetau             |